# Raymond Chesa
Raymond Chesa, homme politique français, est né le 10 février 1937 à Carcassonne dans le quartier de La Trivalle, et mort dans cette même ville le 11 janvier 2005. Il est député européen et maire de Carcassonne durant vingt-et-un ans,,,,.

## Carrière
Il était familièrement appelé « Ramountcho » par les Carcassonnais. Chasseur, amateur de corridas, il poussa Carcassonne à reprendre des corridas malgré 48 ans d'interruption dans la Ville. Raymond Chesa a été vice-président de la Fédération française de rugby à XIII, et président de la Fédération des Pêcheurs de l'Aude.
Politiquement, Raymond Chesa est situé à droite dans divers partis gaullistes : UJP, UNR, RPR, UMP, puis pour finir l'UPC - « Union Pour Carcassonne » - qui était  un mouvement gaulliste carcassonnais.
Le site de loisirs du lac de la Cavayère qu'il avait initié porte son nom depuis 2007.
Il repose au cimetière de la Cité de Carcassonne,.

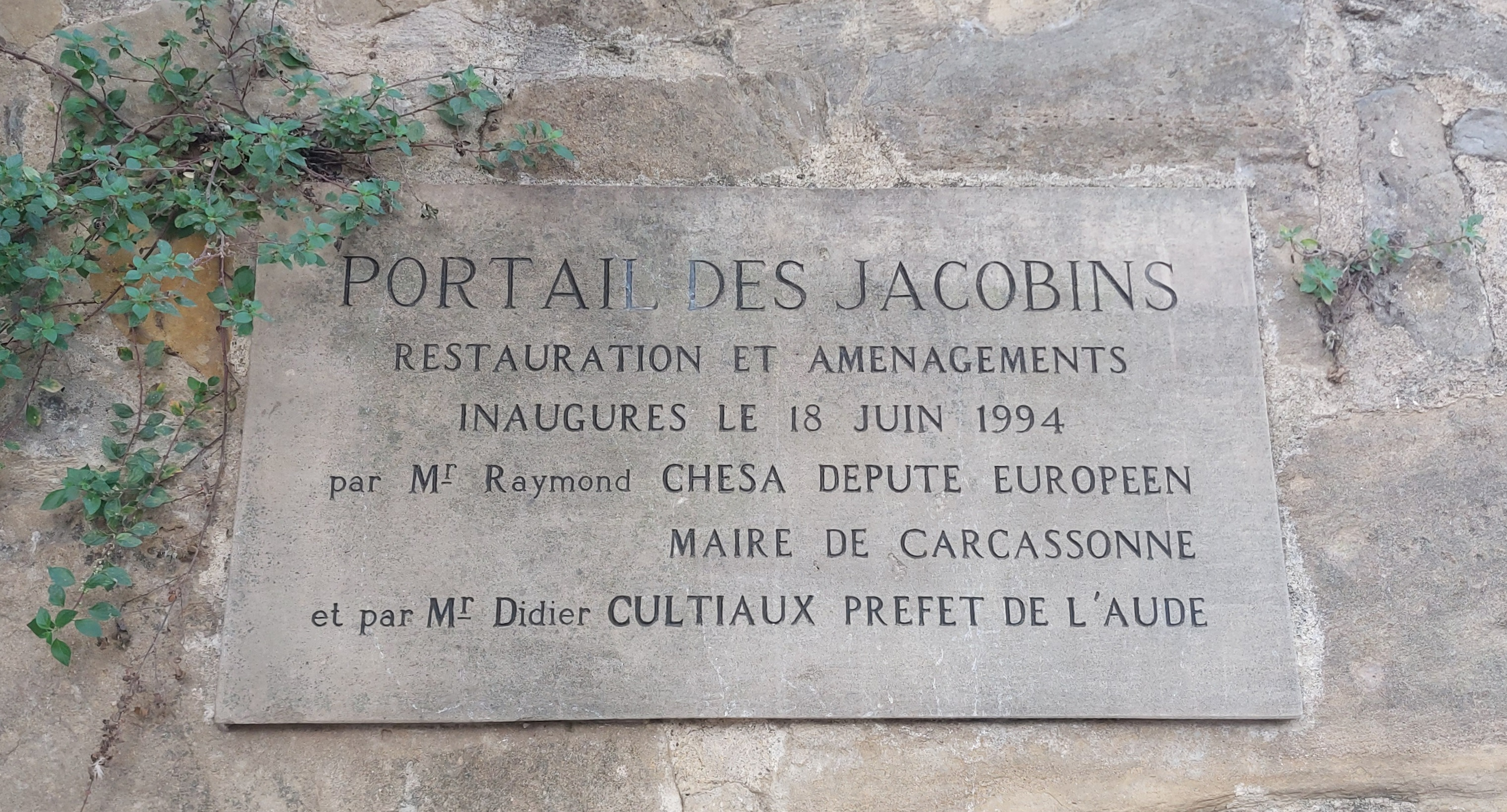
Plaque apposée à côté du « Portail des Jacobins, » illustrant l'une de ses réalisations sous sa mandature.

## Mandats locaux
- Maire de Carcassonne : 1983-2005
- Conseiller général du canton de Carcassonne centre : 1982-1993
- Vice-président du Conseil régional de Languedoc-Roussillon : 1987-1988

## Mandats nationaux
- Député européen : 1994-1999

## Autres fonctions
- Président de la communauté d'agglomération du Carcassonnais : 2002-2005

## Décorations
- Chevalier de la Légion d'honneur (3 juillet 2000)[11].
- Chevalier de l'ordre national du Mérite (13 juillet 1988)
- Médaille de la jeunesse, des sports et de l'engagement associatif, bronze